# Madrid Open 2010 - Qualificazioni singolare maschile
Le qualificazioni del singolare maschile del Madrid Open 2010 sono state un torneo di tennis preliminare per accedere alla fase finale della manifestazione. I vincitori dell'ultimo turno sono entrati di diritto nel tabellone principale. In caso di ritiro di uno o più giocatori aventi diritto a questi sono subentrati i lucky loser, ossia i giocatori che hanno perso nell'ultimo turno ma che avevano una classifica più alta rispetto agli altri partecipanti che avevano comunque perso nel turno finale.
Le qualificazioni del Madrid Open 2010 prevedevano 28 partecipanti di cui 7 sono entrati nel tabellone principale.

## Teste di serie
1. Juan Ignacio Chela (Qualificato)
2. Assente
3. Santiago Giraldo (Qualificato)
4. Aleksandr Dolhopolov (Qualificato)
5. Alejandro Falla (primo turno)
6. Michael Russell (ultimo turno)
7. Kevin Anderson (Qualificato)

1. Mardy Fish (ultimo turno)
2. Daniel Gimeno Traver (Qualificato)
3. Óscar Hernández (ultimo turno)
4. Iván Navarro (ultimo turno)
5. Filippo Volandri (ultimo turno)
6. Ilija Bozoljac (primo turno)
7. Daniel Muñoz de la Nava (primo turno)

## Qualificati
1. Juan Ignacio Chela
2. Daniel Muñoz de la Nava
3. Santiago Giraldo
4. Aleksandr Dolhopolov

1. Christophe Rochus
2. Daniel Gimeno Traver
3. Kevin Anderson

## Tabellone

### Legenda
| - Q = Qualificato - WC = Wild card - LL = Lucky loser | - ALT = Alternate - SE = Special Exempt - PR = Protected Ranking | - w/o = Walkover - r = Ritirato - d = Squalificato |

### Sezione 1
|  | Primo turno | Primo turno    | Primo turno    | Primo turno | Primo turno |  |  | Ultimo turno | Ultimo turno   | Ultimo turno   | Ultimo turno | Ultimo turno |  |
|  |             |                |                |             |             |  |  |              |                |                |              |              |  |
|  | 1           | J I Chela      | J I Chela      | 6           | 6           |  |  |              |                |                |              |              |  |
|  |             | Jorge Aguilar  | Jorge Aguilar  | 4           | 4           |  |  | 1            | J I Chela      | J I Chela      | 6            | 6            |  |
|  |             | Flavio Cipolla | Flavio Cipolla | 7           | 6           |  |  |              | Flavio Cipolla | Flavio Cipolla | 2            | 3            |  |
|  | 13          | Ilija Bozoljac | Ilija Bozoljac | 5           | 2           |  |  |              |                |                |              |              |  |

### Sezione 2
|  | Primo turno    | Primo turno        | Primo turno        | Primo turno | Primo turno |  |  | Ultimo turno       | Ultimo turno       | Ultimo turno       | Ultimo turno | Ultimo turno |  |
|  |                |                    |                    |             |             |  |  |                    |                    |                    |              |              |  |
|  | G Alcaide      | G Alcaide          | G Alcaide          | 7           | 7           |  |  |                    |                    |                    |              |              |  |
|  | A Brugués Davi | A Brugués Davi     | A Brugués Davi     | 5           | 5           |  |  | G Alcaide          | G Alcaide          | G Alcaide          | 0            | 4            |  |
|  |                | D Muñoz de la Nava | D Muñoz de la Nava | 6           | 6           |  |  | D Muñoz de la Nava | D Muñoz de la Nava | D Muñoz de la Nava | 6            | 6            |  |
|  | 14             | João Souza         | João Souza         | 4           | 4           |  |  |                    |                    |                    |              |              |  |

### Sezione 3
|  | Primo turno | Primo turno      | Primo turno      | Primo turno | Primo turno |  |  | Ultimo turno | Ultimo turno     | Ultimo turno     | Ultimo turno | Ultimo turno |  |
|  |             |                  |                  |             |             |  |  |              |                  |                  |              |              |  |
|  | 3           | Santiago Giraldo | Santiago Giraldo | 6           | 6           |  |  |              |                  |                  |              |              |  |
|  |             | A Sidorenko      | A Sidorenko      | 1           | 2           |  |  | 3            | Santiago Giraldo | Santiago Giraldo | 6            | 6            |  |
|  | 12          | Filippo Volandri | Filippo Volandri | 6           | 6           |  |  | 12           | Filippo Volandri | Filippo Volandri | 2            | 1            |  |
|  |             | Nicolas Kiefer   | Nicolas Kiefer   | 4           | 2           |  |  |              |                  |                  |              |              |  |

### Sezione 4
|  | Primo turno | Primo turno     | Primo turno     | Primo turno | Primo turno |  |  | Ultimo turno | Ultimo turno | Ultimo turno | Ultimo turno | Ultimo turno |  |
|  |             |                 |                 |             |             |  |  |              |              |              |              |              |  |
|  | 4           | A Dolhopolov    | A Dolhopolov    | 6           | 6           |  |  |              |              |              |              |              |  |
|  |             | A Menéndez      | A Menéndez      | 2           | 3           |  |  | 4            | A Dolhopolov | 65           | 6            | 7            |  |
|  | 8           | Mardy Fish      | Mardy Fish      | 6           | 6           |  |  | 8            | Mardy Fish   | 7            | 4            | 65           |  |
|  |             | C Gómez Herrera | C Gómez Herrera | 2           | 2           |  |  |              |              |              |              |              |  |

### Sezione 5
|  | Primo turno | Primo turno      | Primo turno      | Primo turno | Primo turno |  |  | Ultimo turno | Ultimo turno | Ultimo turno | Ultimo turno | Ultimo turno |  |
|  |             |                  |                  |             |             |  |  |              |              |              |              |              |  |
|  |             | C Rochus         | 6                | 5           | 6           |  |  |              |              |              |              |              |  |
|  | 5           | Alejandro Falla  | 3                | 7           | 2           |  |  |              | C Rochus     | C Rochus     | 6            | 6            |  |
|  | 10          | Ó Hernández      | Ó Hernández      | 6           | 6           |  |  | 10           | Ó Hernández  | Ó Hernández  | 4            | 3            |  |
|  |             | G Trujillo Soler | G Trujillo Soler | 1           | 2           |  |  |              |              |              |              |              |  |

### Sezione 6
|  | Primo turno | Primo turno     | Primo turno     | Primo turno | Primo turno |  |  | Ultimo turno | Ultimo turno    | Ultimo turno | Ultimo turno | Ultimo turno |  |
|  |             |                 |                 |             |             |  |  |              |                 |              |              |              |  |
|  | 6           | Michael Russell | 3               | 6           | 6           |  |  |              |                 |              |              |              |  |
|  |             | B Balleret      | 6               | 3           | 2           |  |  | 6            | Michael Russell | 3            | 7            | 0r           |  |
|  | 9           | D Gimeno Traver | D Gimeno Traver | 6           | 6           |  |  | 9            | D Gimeno Traver | 6            | 68           | 3            |  |
|  |             | S De Chaunac    | S De Chaunac    | 2           | 2           |  |  |              |                 |              |              |              |  |

### Sezione 7
|  | Primo turno | Primo turno    | Primo turno    | Primo turno | Primo turno |  |  | Ultimo turno | Ultimo turno   | Ultimo turno   | Ultimo turno | Ultimo turno |  |
|  |             |                |                |             |             |  |  |              |                |                |              |              |  |
|  | 7           | Kevin Anderson | Kevin Anderson | 6           | 6           |  |  |              |                |                |              |              |  |
|  |             | Alvaro Cajigal | Alvaro Cajigal | 1           | 0           |  |  | 7            | Kevin Anderson | Kevin Anderson | 6            | 6            |  |
|  | 11          | Iván Navarro   | Iván Navarro   | 6           | 6           |  |  | 11           | Iván Navarro   | Iván Navarro   | 3            | 4            |  |
|  |             | A Bogomolov Jr | A Bogomolov Jr | 4           | 4           |  |  |              |                |                |              |              |  |